# Artan Bano
Artan Bano (Lushnjë, 17 febbraio 1966) è un allenatore di calcio ed ex calciatore albanese, di ruolo difensore.

## Carriera

### Nazionale
Vanta 7 presenze con la maglia della nazionale albanese, della quale ha fatto parte dal 1993 al 1996.

## Statistiche

### Presenze e reti nei club
Statistiche aggiornate al 27 aprile 2009.
| Stagione                | Squadra                 | Campionato              | Campionato | Campionato | Coppe nazionali | Coppe nazionali | Coppe nazionali | Coppe continentali | Coppe continentali | Coppe continentali | Altre coppe | Altre coppe | Altre coppe | Totale | Totale |
| Stagione                | Squadra                 | Comp                    | Pres       | Reti       | Comp            | Pres            | Reti            | Comp               | Pres               | Reti               | Comp        | Pres        | Reti        | Pres   | Reti   |
| ----------------------- | ----------------------- | ----------------------- | ---------- | ---------- | --------------- | --------------- | --------------- | ------------------ | ------------------ | ------------------ | ----------- | ----------- | ----------- | ------ | ------ |
| 1991-1992               | Partizani Tirana        | KP                      | 0          | 0          | CA              | 0               | 0               | -                  | -                  | -                  | -           | -           | -           | 0      | 0      |
| 1992-1993               | Partizani Tirana        | KP                      | 0          | 0          | CA              | 0               | 0               | -                  | -                  | -                  | -           | -           | -           | 0      | 0      |
| 1993-gen. 1994          | Partizani Tirana        | KP                      | 0          | 0          | CA              | 0               | 0               | UCL                | 2                  | 0                  | -           | -           | -           | 2+     | 0+     |
| Totale Partizani Tirana | Totale Partizani Tirana | Totale Partizani Tirana | 0          | 0          |                 | 0               | 0               |                    | 2                  | 0                  |             | -           | -           | 2+     | 0+     |
| gen.-giu. 1994          | Pazinka                 | 1. HNL                  | 13         | 1          | CC              | 0               | 0               | -                  | -                  | -                  | -           | -           | -           | 13     | 1      |
| 1994-1995               | Slavija Vevče           | 1. SNL                  | 6          | 1          | CS              | 0               | 0               | -                  | -                  | -                  | -           | -           | -           | 6      | 1      |
| 1995-1996               | Lushnja                 | KD                      | 0          | 0          | CA              | 0               | 0               | -                  | -                  | -                  | -           | -           | -           | 0      | 0      |
| 1996-1997               | Lushnja                 | KP                      | 0          | 0          | CA              | 0               | 0               | -                  | -                  | -                  | -           | -           | -           | 0      | 0      |
| 1997-1998               | Lushnja                 | KP                      | 0          | 18         | CA              | 0               | 0               | -                  | -                  | -                  | -           | -           | -           | 0+     | 18+    |
| 1998-1999               | Lushnja                 | KS                      | 0          | 22         | CA              | 0               | 0               | -                  | -                  | -                  | -           | -           | -           | 0+     | 22+    |
| ago. 1999               | Vllaznia                | KS                      | 0          | 0          | CA              | 0               | 0               | CU                 | 2                  | 0                  | -           | -           | -           | 2      | 0      |
| 1999-2000               | Lushnja                 | KS                      | 23         | 8          | CA              | 0               | 0               | -                  | -                  | -                  | -           | -           | -           | 23     | 8      |
| 2000-2001               | Lushnja                 | KS                      | 24         | 7          | CA              | 0               | 0               | -                  | -                  | -                  | -           | -           | -           | 24     | 7      |
| 2001-2002               | Lushnja                 | KS                      | 15         | 6          | CA              | 0               | 0               | -                  | -                  | -                  | -           | -           | -           | 15     | 6      |
| Totale Lushnja          | Totale Lushnja          | Totale Lushnja          | 62+        | 61+        |                 | 0               | 0               |                    | -                  | -                  |             | -           | -           | 62+    | 61+    |
| 2002-2003               | Besa Kavajë             | KS                      | 2          | 1          | CA              | 0               | 0               | -                  | -                  | -                  | -           | -           | -           | 2      | 1      |
| Totale carriera         | Totale carriera         | Totale carriera         | 83+        | 64+        |                 | 0               | 0               |                    | 4                  | 0                  |             | -           | -           | 87+    | 64+    |

## Palmarès

### Giocatore

#### Club
- Campionato albanese: 1

Partizani Tirana: 1992-1993
- Coppa d'Albania: 1

Partizani Tirana: 1992-1993

#### Individuale
- Capocannoniere del campionato albanese: 1

1998-1999 (22 gol)

### Allenatore
- Kategoria e Parë: 1

Lushnja: 2012-2013